# Paule Mink
Adèle Paulina Mekarska, detta Paule Mink (Clermont-Ferrand, 9 novembre 1839 – Parigi, 28 aprile 1901), è stata un'attivista francese.
Femminista e socialista, prese parte alla Comune di Parigi.

## Biografia
Suo padre, il conte Jean Nepomucène Mekarski, era un ufficiale polacco, cugino del re Stanislao II Augusto Poniatowski, rifugiato in Francia nel 1831, dopo la repressione dell'insurrezione polacca del 1830. Sposatosi con Jeanne-Blanche Cornelly de la Perrière, aveva avuto tre figli, Paule, Louis e Jules. Questi ultimi parteciparono in Polonia alla rivolta del 1863. 
Nel 1870, insieme a Maria Deraismes, Eliska Vincent, Louise Michel e Léon Richer fondò la Associazione per i diritti delle donne, divenuta poi Lega per i diritti delle donne avente come presidente onorario Victor Hugo.  
Paule sposò un aristocratico polacco, il principe Bogdanowicz, dal quale ebbe due figlie, Anna e Wanda, ma si separò dal marito qualche anno dopo. Stabilitasi a Parigi nel 1867, si guadagnò da vivere sia insegnando lingue sia con lavori di cucito. Amica di André Léo, nel 1871 partecipò alla Comune, animando il club Saint-Sulpice e aprendo una scuola gratuita nella chiesa di Saint-Pierre a Montmartre. Si trovava in un giro di propaganda in provincia quando in maggio le truppe di Versailles entrarono a Parigi per reprimere nel sangue la Comune. Fuggì allora in Svizzera, da cui ritornerà in Francia con l'amnistia del 1880. 
Nel 1892 aderì al Partito operaio francese di Jules Guesde, propagandandone le idee nel Midi, dove abitava. Tornò a Parigi nel 1893 e fece rappresentare al Théâtre social due suoi drammi, Qui l'emportera? e Le Pain de la honte. Collaborò anche alla rivista femminista La Fronde di Marguerite Durand e alla Revue socialiste.